# Sansa Stark
Sansa Stark es un personaje ficticio de la saga de libros Canción de hielo y fuego del escritor George R. R. Martin. Es una de las hijas de Eddard Stark, Señor de Invernalia, Guardián del Norte y Mano del Rey Robert Baratheon. Sansa es uno de los personajes principales de la saga, contando con capítulos desde su punto de vista en cuatro de los cinco libros publicados hasta la fecha.
Sansa es interpretada por la actriz Sophie Turner en la adaptación televisiva de HBO.

## Concepción y diseño
Sansa Stark es representada como la ingenua y soñadora hija mayor de Eddard Stark y Catelyn Tully. Idealizaba a los caballeros y soñaba con casarse con un príncipe guapo y cortés, influenciada por las historias y cuentos que leía. Sansa creció representando el ejemplo de la dama perfecta: hermosa y elegante, sabía cantar, bailar, bordar y tenía unos modales exquisitos. Sansa era la más diferente de todos los hermanos Stark, sobre todo tenía una personalidad completamente opuesta a la de su hermana Arya.
El personaje de Sansa es de los que más evoluciona a lo largo de la saga, una vez se sumerge en el mundo de la corte y observa que nada es como ella había imaginado, adopta una visión pesimista y trágica de la vida. Sin que ella sea consciente, se convierte en el principal peón de la Guerra de los Cinco Reyes. Tras su estancia en el Nido de Águilas con Petyr Baelish, Sansa adopta el nombre de «Alayne Piedra» y comienza a comprender cómo se practica el «juego de tronos».

## Historia

### Juego de Tronos

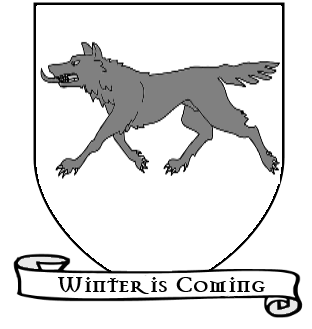
Emblema de la Casa Stark y su lema "Winter is Coming" (Se acerca el invierno).

Cuando el rey Robert Baratheon visita Invernalia, el rey y su padre comprometen a Sansa con el príncipe Joffrey Baratheon, heredero del Trono de Hierro. Sansa cayó rendida ante el joven y apuesto príncipe, al que idealizaba y con el que estaba ansiosa por casarse; incluso llegó a mentir para protegerle, lo que causó la muerte de su loba huargo, Dama.
Sansa llega a Desembarco del Rey junto a su hermana Arya y su mejor amiga, Jeyne Poole. Sansa cada día estaba más entusiasmada con su compromiso, pero se decepciona al saber que su padre ha renunciado al cargo de Mano del Rey y quiere regresar a Invernalia con ellas. Creyendo que si se lo decía a la reina podría quedarse con Joffrey, le cuenta a la reina Cersei los planes de su padre, ayudando a que la reina elucubrase el arresto de Ned Stark.
Tras el arresto de su padre, Sansa le pide al rey Joffrey misericordia por él. El rey le promete que si declara su traición, será clemente. Pero finalmente Joffrey ordena decapitar a Ned Stark pese a las súplicas de Sansa y las advertencias de su madre.

Una vez, ella amó al príncipe Joffrey con todo su corazón, y admiró y confió en su madre, la reina Cersei. Ellos pagaron su amor y confianza con la cabeza de su padre. Sansa no volvería a cometer ese error de nuevo.
Pensamientos de Sansa Stark

### Choque de Reyes
Sansa vive ahora cautiva del rey y la regente, sumida en la depresión. El rey disfruta maltratando a Sansa continuamente, ordenando a su Guardia Real que la golpee y la humille en público, o incluso hacerle contemplar la cabeza cortada de su padre. El único que parece mostrar una cierta empatía con Sansa es Sandor Clegane, espada juramentada y nuevo Guardia Real de Joffrey, el cual mantiene una doble actitud de protección y crueldad para con Sansa. Su situación parece mejorar cuando Tyrion Lannister , hermano menor de la reina regente, llega para ejercer de Mano del Rey en funciones. Tyrion reprende a su sobrino y trata de mantener una actitud cortés con Sansa, consciente del dolor que ella ha sufrido.
Durante un torneo, Sansa salva la vida a un hombre llamado Ser Dontos Hollard de morir a manos de la crueldad del rey. Dontos le promete a Sansa que la ayudará a escapar de Desembarco del Rey llegado el momento.
Cuando Stannis Baratheon se dirige a Desembarco del Rey, Sansa experimenta su florecimiento. Durante la Batalla del Aguasnegras, Sandor Clegane deserta de la Guardia Real y antes de irse roba «un beso» de Sansa a punta de espada. Ser Dontos le informa que Stannis ha perdido la batalla y que los Lannister han ganado.
Tras la batalla, el rey Joffrey rompe su compromiso con Sansa y queda comprometido con Margaery Tyrell, como recompensa a la ayuda que la Casa Tyrell prestó durante la batalla. Pese a que Sansa está feliz por la anulación, aún debe permanecer como rehén en Desembarco del Rey.

### Tormenta de Espadas
Sansa traba amistad con los Tyrell, soñando con casarse con el apuesto y galante Ser Loras Tyrell, pero la abuela de Margaery, Olenna Redwyne, le sugiere casarse con Willas Tyrell, el heredero de Altojardín. Sansa estaba muy contenta por su nuevo posible compromiso, pero cometió el error de contárselo a Ser Dontos, el cual se lo contó a Petyr Baelish y este a los Lannister. Para evitar que los Tyrell se quedasen con la heredera de Invernalia, Lord Tywin Lannister casa a Sansa con su hijo Tyrion. Este no quiere obligarla a consumar el matrimonio, más cuando Sansa se entera de la muerte de su madre y su hermano en la Boda Roja.
Durante la boda entre el rey Joffrey y Margaery, el rey es envenenado. Dontos Hollard aprovecha la confusión del momento para llevarse a Sansa a un barco donde le espera Lord Baelish. Baelish mata a Dontos (para evitar que divulgara la huida de Sansa) y después le revela que él y Olenna Redwyne planificaron el asesinato del rey, usando la redecilla del pelo de Sansa para ocultar el veneno.
Petyr le dice que ahora Sansa debe hacerse pasar por su hija bastarda para ocultar su identidad, haciéndose llamar «Alayne Piedra». Ambos llegan al Nido de Águilas (bastión de la Casa Arryn), ya que Petyr se ha casado con Lysa Tully, Protectora del Valle y madre del pequeño Robert Arryn. Allí, Sansa se ve objeto de las insinuaciones de Petyr, el cual le confiesa que es incluso más hermosa que su madre y la besa. Celosa, Lysa trata de arrojar a Sansa al vacío pero es salvada por Petyr, el cual arroja a la propia Lysa y después acusa de su asesinato a un bardo llamado Marillion.

### Festín de Cuervos
Sansa, conocida ahora como Alayne Piedra, se adapta cada día mejor a su papel como hija bastarda de Petyr Baelish. Mientras tanto,  en Desembarco del Rey todo el mundo la da por desaparecida y es declarada cómplice en el asesinato del rey Joffrey.
Sansa se convierte en la señora de facto del Nido de Águilas y se gana la confianza del pequeño Robert Arryn, el malcriado y enfermizo señor del Valle.
Lord Baelish, después de pactar con las principales casas del Valle, las cuales se oponían a que Petyr fuera Lord Protector y tutor de Robert Arryn, le cuenta a Sansa que planea casarla con Harrold Hardyng, heredero del Valle y después revelar su verdadera identidad para reclamar Invernalia en su nombre.

## Adaptación televisiva

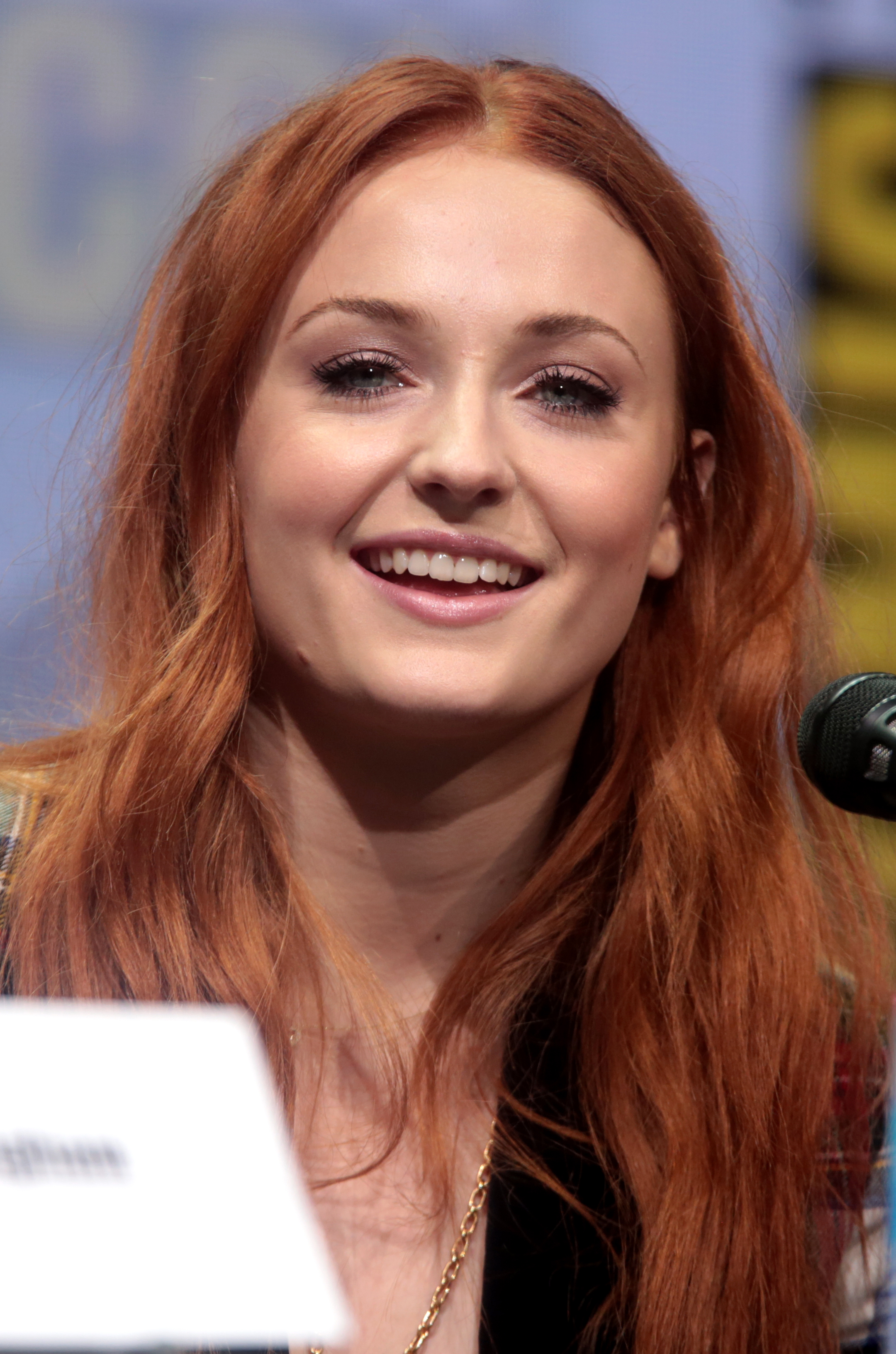
Sophie Turner interpreta a Sansa.

La actriz Sophie Turner interpreta a Sansa desde la primera temporada hasta la actualidad.

### Primera temporada
Sansa, al igual que sus hermanos, está presente en Invernalia cuando el rey Robert Baratheon (Mark Addy) se presenta con su comitiva. En ella llega el primogénito del rey, el príncipe Joffrey Baratheon (Jack Gleeson), del que Sansa cae enamorada al instante. El padre de Sansa, Lord Eddard Stark (Sean Bean), accede a comprometer a Sansa con Joffrey, por petición del propio rey. Sansa, a diferencia de su hermana Arya (Maisie Williams), se toma con entusiasmo tanto el compromiso como el viaje a la capital, acompañando a su padre que ha sido nombrado Mano del Rey.
De camino a la capital, Sansa comienza a conocer un poco más a Joffrey. Éste se muestra como un caballero encantador con ella, hasta que se topan con Arya y un amigo de ésta llamado Mycah. Joffrey, borracho, ataca al joven con su espada, causando que Arya y su loba huargo, Nymeria, lo ataquen. Joffrey acude a su madre, la reina Cersei Lannister (Lena Headey), reclamando que Arya y su amigo lo atacaron. Sansa, para proteger a Joffrey, miente diciendo que todo ocurrió demasiado deprisa como para verlo. La reina Cersei ordena entonces matar a la loba Nymeria, pero debido a que no pudo ser encontrada, ordena que la loba de Sansa, Dama, sea ejecutada en su lugar. Sansa llora a su padre para que lo impida, pero es inútil.
Ya en Desembarco del Rey, Sansa está furiosa con Arya, a la que culpa de la muerte de Dama. También asiste al Torneo de la Mano, donde queda maravillada por el espectáculo y cae enamorada del joven y apuesto Ser Loras Tyrell (Finn Jones).
Joffrey, siguiendo órdenes de su madre, comienza a mostrarse cortés y afectuoso con Sansa, la cual cada vez está más enamorada de él. Sin embargo, cuando se entera de que su padre planea regresar con ellas a Invernalia, se lo cuenta a la reina creyendo que ella le permitiría quedarse en la corte. Sin saberlo, ayuda a que su padre sea arrestado tras la muerte de Robert. Sansa acude de nuevo a la reina rogando perdón para su padre, a lo que Cersei replica que debe escribir una carta a su hermano Robb para que acuda a la capital a jurar lealtad al nuevo rey Joffrey. A cambio de esto, Joffrey promete ser clemente con su padre.
En el Gran Septo de Baelor, Lord Stark confiesa su traición a Joffrey, pero para horror de Sansa, Joffrey le ordena a Ser Ilyn Payne que lo decapite frente a la multitud. Sansa queda devastada y cae desmayada al observar la ejecución.
Sansa permanece cautiva en la Fortaleza Roja, y Joffrey comienza a demostrar su faceta abusiva y sádica con ella. La obliga a contemplar la cabeza cortada de su padre y le ordena a uno de sus Guardias Reales, Meryn Trant (Ian Beattie), que la golpee cuando ella se mostró desafiante.

### Segunda temporada
Sansa trata de mostrar una fachada de lealtad y cortesía para con Joffrey, pese a que este ya no disimule su verdadera personalidad. Tras enterarse de la derrota de los Lannister en la Batalla de Cruce de Bueyes, Joffrey le ordena a Ser Meryn que desnude a Sansa frente a toda la corte. El espectáculo es detenido por Tyrion Lannister (Peter Dinklage), siendo el único que la defiende de la crueldad de su prometido.
Mientras se producía la marcha de la princesa Myrcella a Dorne, estalla una revuelta en la capital fruto del desastroso gobierno de Joffrey. Sansa es secuestrada por unos sujetos que están a punto de violarla, siendo salvada en última instancia por Sandor Clegane (Rory McCann). Al día siguiente, Sansa descubre que ha florecido, lo que significa que ya es apta para contraer matrimonio con Joffrey.
En esos momentos, Stannis Baratheon (Stephen Dillane) se dirigía hacia Desembarco del Rey para tomar la capital y hacerse con el Trono de Hierro. Sansa permanece encerrada en la Fortaleza Roja junto a la reina y las demás damas de la corte. Cersei se burla de ella y le confiesa que no tiene posibilidad de salvación, pues en el caso de que Stannis tome la capital, Ser Ilyn Payne las matará a todas. Gracias a su doncella Shae (Sibel Kekilli), Sansa se escapa a sus aposentos donde se topa de nuevo con Sandor Clegane, el cual la insta a huir con él, pero ella rehúsa. Poco después se entera de que los Lannister han derrotado a Stannis con ayuda de la Casa Tyrell.
En recompensa a la ayuda de los Tyrell, Joffrey rompe su compromiso con Sansa y se compromete con Margaery Tyrell (Natalie Dormer). Sansa está muy alegre por ello, sin embargo, Petyr Baelish (Aiden Gillen) le revela que su situación solo ha empeorado, pues ahora ya no cuenta con el salvoconducto de ser la prometida del rey.

### Tercera temporada
Sansa se hace amiga de Margaery y de su abuela, Olenna Tyrell (Diana Rigg). Ellas quieren que Sansa les cuente la verdad acerca de Joffrey, y aunque Sansa al principio se mostraba desconfiada, finalmente les revela la auténtica personalidad del joven rey. Margaery le sugiere entonces que contraiga matrimonio con Ser Loras, el heredero de Altojardín, de esa forma, la Casa Tyrell obtendría a la potencial heredera de Invernalia. Sansa se muestra entusiasmada de casarse con el apuesto y galante Loras Tyrell. Sin embargo, los Lannister se enteran gracias a Petyr Baelish, y Lord Tywin Lannister (Charles Dance) decide comprometer a Sansa con su hijo Tyrion. Desconsolada, Sansa observa cómo Petyr se marcha de Desembarco del Rey, y tiene que asumir la idea de formar parte de la familia que mató a su padre.
La boda entre Sansa y Tyrion se produce, siendo un espectáculo risible para los asistentes, más con las burlas de Joffrey hacia Tyrion. Gracias a Tyrion no se lleva a cabo la ceremonia de encamamiento, y este decide no consumar el matrimonio, al observar a su nueva esposa aterrada ante la idea. Para sorpresa de ambos, Sansa y Tyrion entablan una relación amistosa, en una irónica compañía mutua de dos personas marginadas y descastadas.

### Cuarta temporada
Tras enterarse del asesinato de su madre y hermano en la Boda Roja, Sansa cae en una depresión absoluta y apenas consume alimentos. Poco después se encuentra con Dontos Hollard (Tony Way), un ex-caballero al que ella salvó de la crueldad del rey, y que promete ayudarla llegado el momento.
Sansa asiste junto a su marido a la boda de Joffrey y Margaery. Durante el banquete nupcial, Joffrey es envenenado, ocasión que aprovecha Ser Dontos para escapar con Sansa. Ambos llegan hasta los muelles donde les aguarda un barco en el que está Lord Petyr Baelish. Este ordena matar a Ser Dontos y parte con Sansa rumbo al Nido de Águilas. De camino, Petyr le revela que el asesinato de Joffrey fue planeado entre él y Olenna Tyrell.
Ya en el Nido de Águilas, Sansa adopta la identidad de «Alayne Piedra», la hija bastarda de Lord Baelish. Allí se reencuentra con su tía, Lysa Tully (Kate Dickie), y conoce a su primo, Robin Arryn (Lino Facioli). Lysa la recibe con aparente calidez, debido a que va a contraer matrimonio con su amado Petyr. Sansa siente que por fin está a salvo, pero no contaba con que su tía se había vuelto paranoica en extremo, y estaba celosa de la cercana relación que mantenían Sansa y Petyr. 
Cierto día, observa a Petyr besando a Sansa; loca de celos, intenta empujar a Sansa al vacío, siendo detenida por Petyr. Este declara que la única mujer a la que ha amado es a su hermana Catelyn, y arroja a Lysa al vacío.
Tras la muerte de Lysa, los señores del Valle sospechan que la muerte de Lysa pudiera tratarse de un asesinato. Los principales señores del Valle se reúnen con Sansa, la cual les revela su verdadera identidad y cómo permaneció cautiva de los Lannister en Desembarco del Rey hasta que Petyr la salvó. Les cuenta que Lysa era una mujer inestable, afirmando que se suicidó arrojándose al vacío al observar cómo Petyr la besaba en la mejilla. Convencidos, los señores deciden permitir que Petyr gobierne el Valle. Este se halla confundido acerca de las intenciones de Sansa, pero ella admite que haberles contado la verdad no le habría supuesto ninguna ventaja.
Lord Baelish le comunica a Sansa que partirán fuera del Nido de Águilas, y Sansa aprovecha para enseñarle su nueva indumentaria.

### Quinta temporada
Tras dejar a Lord Robin al cuidado de Lord Royce, Sansa y Meñique parten con dirección al norte. De camino se topan con Brienne de Tarth (Gwendoline Christie), la cual afirma que juró a su difunta madre que la protegería. Sansa, que no confía en ella y cree estar más segura con Meñique, decide rechazar su oferta.
Llegan hasta Foso Cailin, la frontera que separa el Norte de los reinos sureños. Es allí donde Meñique le revela su plan: Sansa va a contraer matrimonio con Ramsay, el hijo y heredero de Lord Roose Bolton, el Guardián del Norte. Sansa se niega en redondo a casarse con el hijo del hombre que asesinó a su madre y hermano y destruyó el legado de su familia, sin embargo, Petyr la persuade afirmando que es la hora de que sea ella la que ejerza justicia mediante su propia mano, pero que no la obligará a casarse con Ramsay si no quiere.
Ya en Invernalia, Sansa conoce a Ramsay Bolton (Iwan Rheon), su prometido. Sansa no oculta su desprecio por su nueva familia, aunque intenta aparentar ser cortés. También se reencuentra con Theon Greyjoy (Alfie Allen), quien cree que es el responsable de la muerte de sus hermanos Bran y Rickon; al ver la miserable situación en la que se encuentra Theon (ahora conocido como «Hediondo»), Sansa no siente otra cosa sino indiferencia por él. Sansa conocerá también a Myranda (Charlotte Hope), amante de Ramsay; celosa, intenta amedrentar a Sansa revelándole las macabras aficiones de Ramsay, lo cual no consigue.
Estando en las criptas de Invernalia, Petyr se despide de ella pues regresa al Valle, pero aprovecha para revelarle su plan maestro: Stannis Baratheon se dirige hacia Invernalia e inevitablemente tomará el Norte, nombrando después a Sansa como Guardiana del Norte, e incluso en el caso de que Stannis perdiera, Sansa siempre permanecerá a salvo en Invernalia como esposa del futuro Guardián del Norte.
Sansa y Ramsay contraen finalmente matrimonio. Esa misma noche, Ramsay consuma de forma brutal su matrimonio, todo frente a los ojos de Hediondo. Sansa permanece encerrada en sus aposentos, siendo víctima de los abusos de Ramsay todas las noches. Desesperada, pide a Hediondo que la ayude encendiendo una vela en la torre, tal y como una anciana leal a los Stark le sugirió, pero en lugar de eso, Hediondo avisa a Ramsay de sus intenciones, el cual desuella y mata a la anciana, obligando a Sansa a contemplar su cadáver. Sansa confronta a Hediondo para preguntarle por qué la traicionó; derrumbado, Hediondo termina confesando que él no mató a Bran y Rickon.
Mientras se produce la Batalla de Invernalia entre Stannis y los Bolton, Sansa trata de huir, pero Myranda y Hediondo se interponen en su camino. Myranda afirma que la mutilará dejando únicamente las partes que Ramsay necesita para producir un heredero, eso enfurece a Hediondo que arroja a Myranda al vacío y escapa con Sansa lanzándose desde las murallas.

### Sexta temporada
Sansa y Theon huyen a través de los bosques de los hombres de los Bolton. Theon urge a Sansa a acudir al Castillo Negro, donde su medio-hermano Jon Nieve (Kit Harington) se encargará de protegerla. De camino son atacados por jinetes de los Bolton, siendo salvados en última instancia por la llegada de Brienne de Tarth y su escudero Podrick. Sansa esta vez acepta el juramento de Brienne de estar a su servicio, pronunciando las mismas palabras que dijo su madre tiempo atrás.
De boca de Brienne, Sansa se entera de que su hermanita Arya sigue viva, lo cual en el fondo no le sorprende. Por otra parte, Theon menciona que regresará a las Islas del Hierro, afirmando que ni siquiera la Guardia de la Noche puede otorgarle el perdón que busca.
El grupo llega finalmente al Castillo Negro, donde Sansa y Jon se funden en un abrazo. Tras compartir viejos recuerdos, Sansa insiste a Jon en que la ayude a recuperar el Norte, pero Jon rehúsa, pues afirma estar cansado de luchar. Poco después, una carta de Ramsay llega al Castillo Negro, exigiendo que Sansa le sea devuelta y afirmando tener a Rickon como rehén (Ramsay además ha asesinado a su padre y es el nuevo Guardián del Norte). Apelando a que Jon es el hijo mayor del difunto Lord Eddard Stark, Jon finalmente resuelve ayudar a Sansa a expulsar a los Bolton de Invernalia y rescatar a Rickon.
Los Stark comienzan a intentar sumar apoyos; Sansa envía a Brienne a las Tierras de los Ríos tras conocer que el Pez Negro ha reconquistado Aguasdulces. Bajo el consejo de Ser Davos Seaworth (Liam Cunningham), deciden enviar peticiones de ayuda a todas las Casas del Norte que aún no han jurado lealtad a Ramsay Bolton. Primero acuden a la Isla del Oso para solicitar la lealtad de la Casa Mormont; Lady Lyanna Mormont se mostraba reticente, pero decide mostrarles lealtad persuadida por Ser Davos, aunque apenas les da unas decenas de hombres. Después acuden a Bosquespeso, donde piden ayuda a la Casa Glover, pero Lord Glover rehúsa afirmando que los Bolton les ayudaron a reconquistar su bastión de los Hombres del Hierro, y que el haber apoyado a Robb Stark les costó su bastión y su lord. La Casa Manderly, una de las más poderosas del Norte, tampoco responde a sus peticiones de ayuda. Los Stark apenas cuentan con unos 3.000 hombres, la mayoría del Pueblo Libre, mientras que los Bolton cuentan con más de 6.000. Sansa insiste a Jon en que no cuentan con hombres suficientes, y decide redactar una carta solicitando tropas a cierta persona.
El día antes de la batalla, Jon y Sansa parlamentan con Ramsay, el cual demuestra que Rickon está en su poder, y aceptaría permitir que Jon volviera al Muro ileso si le devuelve a Sansa; ella replica que al día siguiente la vida de Ramsay tocará a su fin.
En la Batalla de los Bastardos, los Stark están a punto de ser derrotados, hasta que en el último instante, la caballería de la Casa Arryn liderada por Lord Petyr Baelish destruye al ejército de Ramsay, demostrándose quién era el destinatario de la carta que Sansa había redactado.
Ramsay regresa a Invernalia con el rabo entre las piernas, solo para ver cómo Jon lo derrota. Sansa reclama entonces su venganza y lleva a Ramsay a las perreras, donde hace que sus propias perras lo devoren vivo, pese a que Ramsay creía que no le harían nada.
Posteriormente, en una asamblea de casas nobiliarias del norte, Jon Nieve fue reconocido por las mismas como Rey en el Norte y señor de Invernalia, mientras Meñique mira a Sansa sospechosamente.

### Séptima temporada
Jon viaja a Rocadragón para negociar con 
Daenerys Targaryen por su apoyo contra los Caminantes Blancos, dejando a Sansa como regente del Norte en su ausencia. Poco después, se reencuentra con su hermano Bran y esté le revela que es el Cuervo de Tres Ojos recordándole todo lo que ha vivido con Ramsay Bolton, cosa que incomoda y a la vez sorprende a Sansa, su hermano ya no es el mismo.
Posteriormente, se reencuentra con su hermana Arya quien la descubre en la cripta de su padre Eddard observando a su estatua, los tres hermanos se reúnen en el Viejo Arciano. 
Meñique intenta conducir una trampa entre Sansa y Arya, dejando a Arya encontrar una carta con la letra de Sansa dirigida a Robb donde le pide doblar la rodilla ante Joffrey, haciendo que Arya se enoje con ella. Sansa se mete en el cuarto de Arya y se encuentra con las "caras" que ha tomado de las varias personas que ha matado en sus viajes; Arya descubre a Sansa y le dice de su habilidad para asumir las identidades de la gente con los rostros mientras la amenaza con una daga, antes de entregarsela bruscamente e irse de la habitación.
Sansa recibe una invitación a Desembarco del Rey, donde Jon tiene la intención de presentar a Cersei (ahora Reina de los Siete Reinos) con la prueba de la existencia de los Caminantes Blancos. Rechazando volver a Desembarco del Rey, envía a Brienne como su representante. Sansa ha de regir en el Norte tras la ausencia de John, la tensión en Invernalia entre el clan Stark aumenta debido a la presencia de Meñique, finalmente tras una audiencia Meñique es juzgado por traicionar a los Stark, es sentenciado por Sansa Stark, Señora de Invernalia y es ejecutado por Arya. En el final de temporada las hermanas Stark recuerdan a su padre en los muros de Invernalia.

### Octava temporada
Jon y Daenerys llegan a Invernalia con los soldados de Daenerys y sus dragones; son recibidos por Sansa, la Señora de Invernalia. Tanto el Norte como Sansa se inclinan ante Daenerys y la consideran la legítima Reina de los Siete Reinos, no obstante existe cierta tensión entre la "Reina Dragón" y Sansa.
Con el Rey de la Noche aproximándose, Sansa lleva adelante el aprovisionamiento de los soldados y los habitantes de Invernalia. En una conversación con Daenerys le manifiesta su posicionamiento acerca de la independencia del Norte, luego de que la "Reina Dragón" se siente en el Trono de Hierro. En medio de dicha conversación, llega a Invernalia Theon Greyjoy y se reencuentra con Sansa.
Llegan los Caminantes Blancos y ciertos personajes, incluyendo a Sansa, se ocultan en las Criptas de Invernalia. Allí en una conversación con Tyrion se manifiestan aprecio el uno al otro y recuerdan el momento en que estuvieron casados. Los cadáveres de las Criptas empiezan a revivir por obra del Rey de la Noche y comienzan a atacar a las personas que se encontraban allí, hasta que Arya clava su daga al Rey de la Noche y los cadáveres se desploman, salvándose de morir tanto Sansa como Tyrion.
Luego de la Larga Noche, queman los cuerpos de los caídos, entre ellos el de Theon, el que cual es prendido fuego por Sansa con lágrimas en sus ojos. En los festejos posteriores a la guerra, Sansa tiene una conversación con Sandor ("El Perro") quien la llama "pequeña palomita", como la nombraba Cersei; Sansa le demuestra a Sandor cómo ha cambiado después de todo lo que ha atravesado.
Daenerys está dispuesta a combatir contra Cersei en la "Última Guerra", a pesar de sus soldados caídos. Sansa le recuerda que los soldados deben descansar antes de aprontarse a otra batalla, lo cual genera gran disgusto a Daenerys quien no quiere dilatar más el asunto. Jon es quien pone orden exigiéndole a Sansa que acate las órdenes de la Reina Dragón. Acto seguido, los "últimos Starks" se reúnen en el Viejo Arciano, para discutir con Jon su posicionamiento frente a las órdenes de Daenerys; en ese momento Jon les revela que en realidad es Aegon Targaryen y les ordena no decirle nada a nadie. Sansa no obstante, le dice a Tyrion la verdad. Tal acto fue muy importante para desencadenar la "locura" de Daenerys que la llevó a incendiar Desembarco del Rey y que la llevó a su propia muerte en manos de Jon.
Luego de la muerte de Daenerys, se reúnen los lores de Poniente, para decidir el destino de Jon y Tyrion quienes en ese momento eran prisioneros de los Inmaculados. Tyrion sugiere que Bran debería ser el Rey de los Siete Reinos y los lores votan afirmativamente, a excepción de Sansa, quien declara que el Norte se mantendrá como un reino independiente, a lo que Bran accede. De esta manera, Sansa es coronada como la Reina del Norte.